# Placebo (groupe belge)
Pour les articles homonymes, voir Placebo.
Ne doit pas être confondu avec Placebo (groupe).
Placebo est un groupe de jazz fusion belge constitué par Marc Moulin et actif de 1969 à 1976. Placebo a enregistré trois albums. Les derniers concerts de Placebo ont eu lieu en 1976.

## Membres

### Origine
- Marc Moulin (claviers)[2]
- Nick Fissette (trompette)
- Alex Scorier (sax)
- Richard Rousselet (trompette)
- Nicolas Kletchkovsky (basse)
- Freddy Rottier (batterie)
- Johnny Dover (sax)
- Philip Catherine (guitare)
- Yvan de Souter (basse)
- Francis Weyer (guitare)

## Discographie
- Ball of Eyes (1971)
- 1973 (1973)
- Placebo (1974)
- Live 1971 (2019)